# رياضة الدم (فلم)
رياضة الدم (بالإنجليزية Bloodsport) هو فيلم أمريكي من إخراج نيوت أرنولد . يعتبر الفيلم أول بطولة سينيمائية للممثل جين كلود فان دام.

## روابط خارجية
- مقالات تستعمل روابط فنية بلا صلة مع ويكي بيانات